# Guitar Hero 5
Guitar Hero 5 è il quinto videogame della nota serie omonima Guitar Hero il cui sviluppo è affidato a Neversoft e la pubblicazione è effettuata da Activision l'11 settembre 2009.

## Sviluppo
Il gioco è stato annunciato nel dicembre 2008 e, successivamente, ufficializzato nel febbraio 2009 insieme a Guitar Hero: Greatest Hits e Guitar Hero: Modern Hits (il terzo capitolo per Nintendo DS) come capitoli della serie commercializzati da Activision entro la fine dell'anno. Nel maggio del 2009 sono state pubblicate le prime immagini e le prime caratteristiche del nuovo capitolo, oltre che le prime tracce confermate ufficialmente della tracklist.
Il gioco è uscito il primo Settembre 2009.

## Caratteristiche
Il gioco, esattamente come il suo predecessore Guitar Hero World Tour, propone una tracklist di canzoni da suonare dei controller-strumenti che replicano i quattro strumenti principali di una band, ovvero chitarra, basso, batteria e microfono per il canto.
Il titolo presenta diverse novità: uno dei cambiamenti più importanti è legato all'interfaccia che è stata notevolmente semplificata e permette ora di cominciare a suonare in qualunque momento e permettendo ad altri giocatori di fare altrettanto, semplicemente utilizzando un menu che salta fuori appositamente e selezionando "al volo" il livello di difficoltà. Un'altra aggiunta importante è stata la possibilità di essere svincolati dagli strumenti in gioco, ovvero di permettere a chiunque di suonare lo strumento che gli pare indipendentemente da ciò che suonano gli altri; se prima per giocare in tanti era necessario dividersi canto, chitarra basso e batteria, ora si può suonare insieme con due o più degli stessi strumenti nella stessa sessione.
È stata inoltre rivista la modalità carriera: ora è sempre necessario suonare tutte le canzoni sbloccandole di volta in volta e sbloccando inoltre nuovi locali ma in più ci sono anche delle sfide legate ad ogni singola canzone per le quali si possono prendere delle valutazioni extra; l'ottenimento delle stelle nelle sfide sono utili a sbloccare nuovi costumi o oggetti per i personaggi del gioco, o anche i trucchi che non vanno così più sbloccati con delle sequenze ma diventano regolarmente attivabili tramite il menu di gioco.

### Versione Wii
La versione del gioco sviluppata per Nintendo Wii sfrutta alcune delle caratteristiche aggiunte dai vari aggiornamenti del firmware della console; nello specifico sarà possibile comprare le canzoni online e scaricarle direttamente sulle schede SD -sono supportate sia quelle standard che le SDHC- e sarà possibile anche suonarle direttamente da lì senza doverle copiare nella memoria della console.
La versione per la console Nintendo del gioco permette di giocare con i Mii e inoltre permette anche di collegare fino a due Nintendo DS per due tipi di gioco:
- Mii Freestyle mentre 3 persone suonano liberamente, col DS sarà possibile modificare luci, telecamere ed effetti scenici
- Roadie Battle mentre due avversari si sfidano, i due roadie sabotano l'altra squadra (ad esempio, invertendo i tasti della chitarra) e assistono la propria, cercando di togliere i malus nel più breve tempo possibile, il tutto sfruttando il touch screen.

## Gli strumenti
Dopo l'uscita del gioco nei negozi europei, gli acquirenti della versione PAL hanno scoperto che nella versione bundle di Guitar Hero 5 era inclusa una chitarra uguale a quella di Guitar Hero World Tour, ma notevolmente migliorata. Invece della chitarra nuova già disponibile sul suolo americano; inoltre, è arrivato unicamente il bundle con la sola chitarra mentre negli Stati Uniti era uscito un bundle completo con dei controller-strumenti nuovi; le dichiarazioni di Activision sono state che i nuovi controller-strumenti sarebbero giunti in Europa con l'espansione Band Hero. Particolarmente attesa la chitarra: questa, che all'apparenza differisce apparentemente solo per la finitura di colore rosso al posto della vecchia sunburst, in realtà è stata migliorata nelle parti più fragili della versione precedente: su tutto il "touch pad" ora è digitale invece che analogico e questo dovrebbe renderlo meno soggetto a problemi.
Per gli strumenti è prevista la compatibilità con gli altri capitoli della serie.

## Special guest
Come già è avvenuto anche per i precedenti episodi, anche in questo nuovo capitolo del franchise conterrà la riproposizione virtuale di personaggi famosi del mondo della musica. qua di seguito quelli finora diffusi:
- Carlos Santana: il noto chitarrista messicano è già apparso in Guitar Hero III: Legends of Rock con il brano Black Magic Woman.
- Matthew Bellamy, cantante dei Muse. Anche i Muse sono una vecchia conoscenza degli amanti della serie, visto che anch'essi erano presenti su Guitar Hero III: Legends of Rock e Guitar Hero World Tour, sia nella tracklist principale che nelle canzoni acquistabili online con un pacchetto a loro dedicato
- Shirley Manson, cantante dei Garbage. Curiosità: il gruppo non era ancora comparso nella serie di Guitar Hero ma contava già una presenza nella serie "rivale" Rock Band, all'interno della quale figurava nella tracklist del primo capitolo con I Think I'm Paranoid
- Kurt Cobain: anche Cobain, con i suoi Nirvana è già apparso più volte sia nelle tracklist ufficiali che tra i contenuti scaricabili online sia nei vari capitoli della serie Guitar Hero che in quelli della serie Rock Band, facendo risultare così i Nirvana come uno dei gruppi più gettonati della recente ondata di videogiochi musicali.
- Johnny Cash compare inoltre come personaggio nel gioco. Con la sua Ring of Fire è la prima volta che figura in una di queste serie.

## Tracklist
La tracklist è composta da 85 canzoni di 83 artisti diversi e sono tutte in versione originale. Qua di seguito la tracklist completa:
| Tracce                                  | Artista                       |
| --------------------------------------- | ----------------------------- |
| 2 Minutes to Midnight                   | Iron Maiden                   |
| 20th Century Boy                        | T.Rex                         |
| 21st Century Schizoid Man               | King Crimson                  |
| A-Punk                                  | Vampire Weekend               |
| All Along the Watchtower                | Bob Dylan                     |
| All the Pretty Faces                    | The Killers                   |
| American Girl                           | Tom Petty & The Heartbreakers |
| Back Round                              | Wolfmother                    |
| Bleed American                          | Jimmy Eat World               |
| Blue Day                                | Darker My Love                |
| Blue Orchid                             | The White Stripes             |
| Brianstorm                              | Arctic Monkeys                |
| Bring the Noise 20XX                    | Public Enemy feat Zakk Wylde  |
| Bullet with Butterfly Wings             | Smashing Pumpkins             |
| Cigarettes, Wedding Bands               | Band of Horses                |
| Comedown                                | Bush                          |
| Dancing with Myself                     | Billy Idol                    |
| Deadbolt                                | Thrice                        |
| Demon(s)                                | Darkest Hour                  |
| Disconnected                            | Face to Face                  |
| Do You Feel Like We Do? (live)          | Peter Frampton                |
| Done with Everything, Die for Nothing   | Children of Bodom             |
| Du hast                                 | Rammstein                     |
| Ex-Girlfriend                           | No Doubt                      |
| Fame                                    | David Bowie                   |
| Feel Good Inc                           | Gorillaz                      |
| Gamma Ray                               | Beck                          |
| Gratitude                               | Beastie Boys                  |
| Hungry like the Wolf                    | Duran Duran                   |
| Hurt So Good                            | John Mellencamp               |
| In My Place                             | Coldplay                      |
| In the Meantime                         | Spacehog                      |
| Incinerate                              | Sonic Youth                   |
| Jailbreak                               | Thin Lizzy                    |
| Judith                                  | A Perfect Circle              |
| Kryptonite                              | 3 Doors Down                  |
| L.A.                                    | Elliott Smith                 |
| Lithium (live)                          | Nirvana                       |
| Lonely Is the Night                     | Billy Squier                  |
| Looks That Kill                         | Mötley Crüe                   |
| Lust for Life (live)                    | Iggy Pop                      |
| Maiden, Mother & Crone                  | The Sword                     |
| Make It Wit Chu                         | Queens of the Stone Age       |
| Medicate                                | AFI                           |
| Mirror People                           | Love and Rockets              |
| Nearly Lost You                         | Screaming Trees               |
| Never Miss a Beat                       | Kaiser Chiefs                 |
| No One to Depend On (live)              | Carlos Santana                |
| One Big Holiday                         | My Morning Jacket             |
| Only Happy When It Rains                | Garbage                       |
| Play That Funky Music                   | Wild Cherry                   |
| Plug in Baby                            | Muse                          |
| Ring of Fire                            | Johnny Cash                   |
| The Rock Show                           | blink-182                     |
| Runnin' Down a Dream                    | Tom Petty                     |
| Saturday Night's Alright (For Fighting) | Elton John                    |
| Scatterbrain (live)                     | Jeff Beck                     |
| Send a Little Love Token                | The Duke Spirit               |
| Seven                                   | Sunny Day Real Estate         |
| Sex on Fire                             | Kings of Leon                 |
| Shout It Out Loud                       | Kiss                          |
| Six Days a Week                         | The Bronx                     |
| Smells Like Teen Spirit                 | Nirvana                       |
| Sneak Out                               | Rose Hill Drive               |
| So Lonely                               | The Police                    |
| Song 2                                  | Blur                          |
| Sowing Season (Yeah)                    | Brand New                     |
| The Spirit of Radio (live)              | Rush                          |
| Steady, As She Goes                     | The Raconteurs                |
| Streamline Woman                        | Gov't Mule                    |
| Sultans of Swing                        | Dire Straits                  |
| Superstition                            | Stevie Wonder                 |
| Sweating Bullets                        | Megadeth                      |
| Sympathy for the Devil                  | Rolling Stones                |
| They Say                                | Scars on Broadway             |
| Under Pressure                          | Queen e David Bowie           |
| Wannabe in L.A.                         | Eagles of Death Metal         |
| We're an American Band                  | Grand Funk Railroad           |
| What I Got                              | Sublime                       |
| Why Bother?                             | Weezer                        |
| Wolf Like Me                            | Tv on the Radio               |
| Woman from Tokyo ('99 Remix)            | Deep Purple                   |
| You and Me                              | Attack! Attack!               |
| You Give Love a Bad Name                | Bon Jovi                      |
| Younk Funk                              | The Derek Trucks Band         |

### Canzoni aggiuntive
Questo nuovo capitolo dispone della possibilità di importare le canzoni degli ultimi Guitar Hero e i relativi contenuti scaricabili; per importare i brani di Guitar Hero: Greatest Hits e Guitar Hero World Tour - i due titoli supportati - è necessario acquistare per ognuno una licenza che permette di importare parte della tracklist dei due titoli, mentre per rendere compatibili le canzoni scaricabili di Guitar Hero World Tour è sufficiente scaricare un aggiornamento gratuito di poco meno di 300 MB.
Guitar Hero 5 ha inoltre dei contenuti scaricabili tutti suoi che non sono compatibili con Guitar Hero World Tour a causa delle nuove modalità di gioco di quest'ultimo capitolo; questi sono tuttavia utilizzabili con il successivo Band Hero che da questo titolo eredita motore e modalità di gioco.